# Notsitz

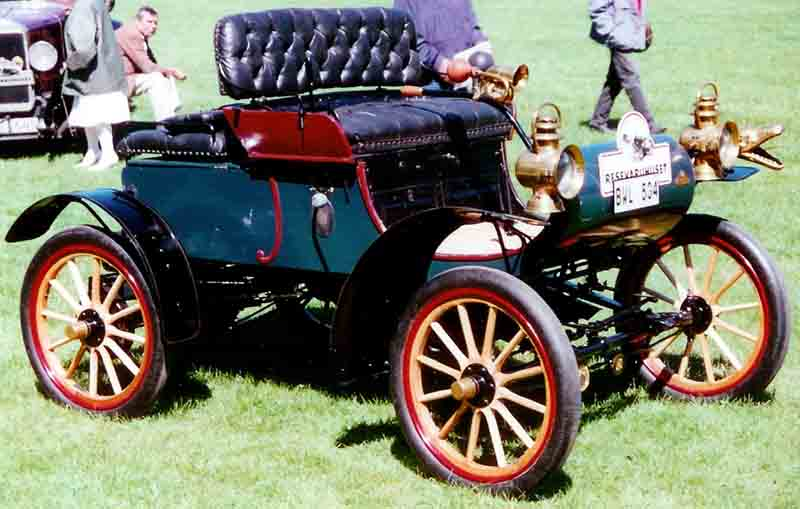
Oldsmobile Curved Dash Runabout Modell 6C (1904) mit optionalem Notsitz hinter dem Fahrer. Der Passagier sitzt mit dem Rücken zur Fahrtrichtung „Dos-à-dos“.

Als Notsitz wird eine nicht regelmäßig genutzte Sitzgelegenheit in einem Automobil bezeichnet. Sie kann fest montiert, abnehmbar oder wegklappbar sein und soll in nicht benötigtem Zustand möglichst wenig Platz im Fahrzeug beanspruchen. In großen Limousinen wird mit Notsitz ein aus der Rückenlehne des Vordersitzes oder vom Fahrzeugboden herausklappbarer Sessel bezeichnet.

## Geschichte

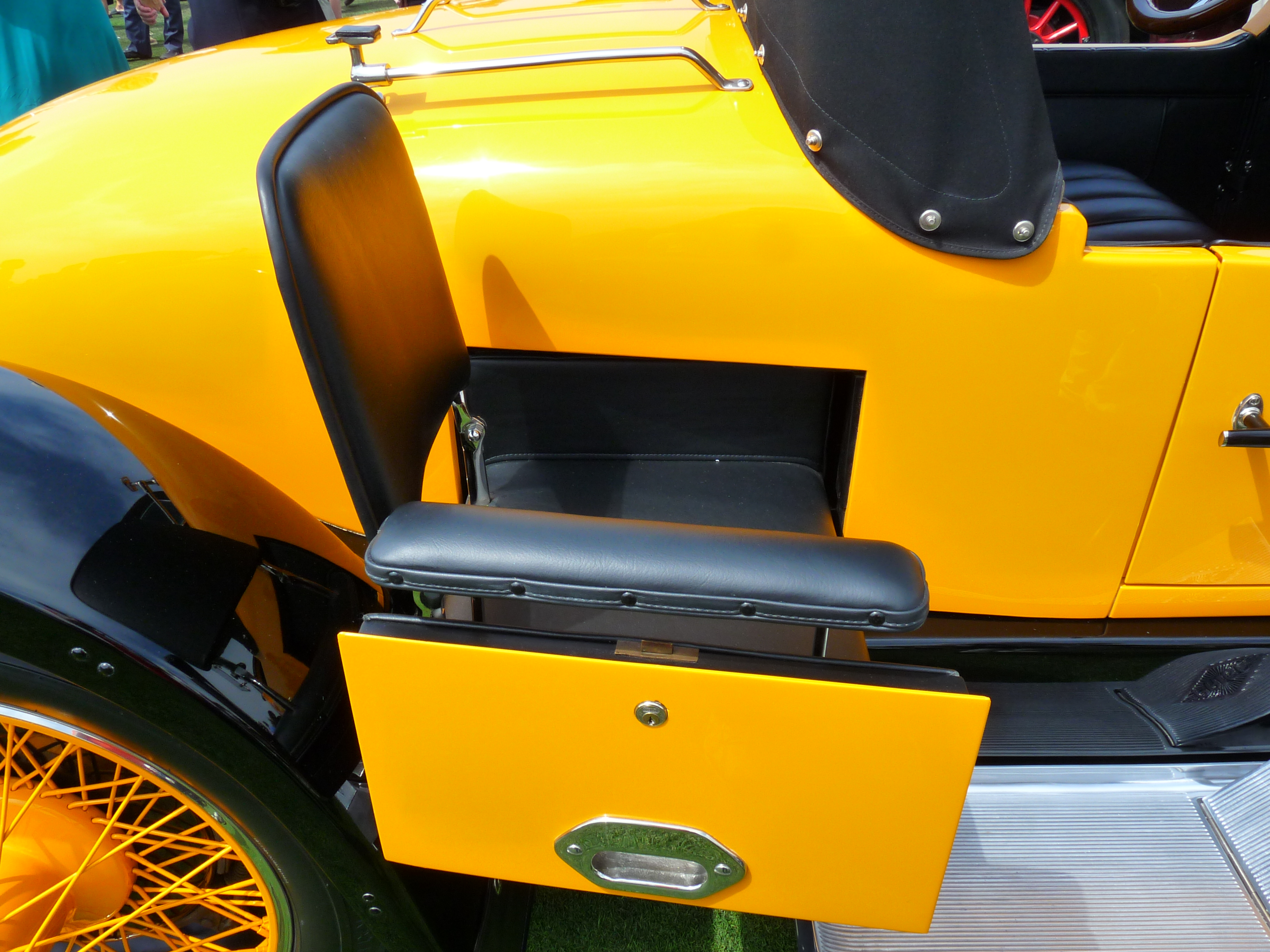
Seitlicher Notsitz am Paige Modell 6-66 Daytona Speedster (1921).

In der Frühzeit des Automobils war es oft ein abnehmbares, manchmal aber auch fest montiertes Polster hinter dem Fahrer, auf dem maximal zwei Passagiere mit dem Rücken zur Fahrtrichtung Platz nahmen (z. B. Oldsmobile Curved Dash, Packard Modell A, B, C). James Ward Packard nahm für sich in Anspruch, dieses Zubehör erstmals an einem Automobil verwendet zu haben.
Findige Karossiers bauten bei Modellen mit mittig oder hinten eingebautem Motor eine aufklappbare Notsitzbank für zwei wagemutige Passagiere in den Spritzschutz, der die Karosserie nach vorne abschließt. Die obere Hälfte der Klappe bildet in geöffnetem Zustand die Rückenlehne, die untere die Beinstützen. Die Sicht des Fahrers wird natürlich eingeschränkt.
Nachdem sich die Bauweise mit Frontmotor durchgesetzt hatte, wurden Roadster und Speedster manchmal mit einem hinteren Einzelsitz ausgestattet. In den späten 1910er Jahren trat eine nicht ungefährliche Variante zum Vorschein: der seitliche Notsitz, der bei Zweisitzern (meist Roadstern) hinter der Tür wie eine Schublade seitlich aus der Karosserie herausgezogen wurde.

## Der Notsitz in geschlossenen Fahrzeugen
Mit dem Aufkommen großer und sehr geräumiger Innenlenker in den 1910er-Jahren stellte sich auch die Frage nach einer besseren Nutzung des Innenraumes. Im Fond stand verschwenderisch viel Platz zur Verfügung; ein Passagier kam nicht einmal mit weit gestreckten Beinen bis an die Rücklehne des Vordersitzes beziehungsweise die Trennwand heran. Während Letztere zunehmend auch Fächer und Kästen für besondere Annehmlichkeiten wie eine Bar oder ein Schminkset enthielten, wurden dort auch Klappsitze entgegen der Fahrtrichtung eingebaut, beispielsweise bei deutschen Taxen der 1930er-Jahre.

## Salon-Anordnung
Die Bezeichnung Salon bezieht sich auf die Anordnung der Sitze, die im Prinzip jener in heutigen Minivans entspricht. Hinter den vorderen Einzelsitzen sind zwei weitere so angebracht, dass eine Lücke zwischen ihnen bleibt. Es scheint, dass später Notsitze verwendet wurden, die zusammengeklappt und im Boden versenkt werden konnten. Diese Sitze sind normal über die hintere Tür (weder Schiebetür noch Heckklappe wie beim Minivan) zugänglich. Die Lücke zwischen den Sitzen ist der Durchgang zu einer Bank im Heck. Die Salon-Anordnung ist nicht auf eine bestimmte Karosseriebauart beschränkt und wurde vor allem in großen Touring cars,  Limousinen,  Sedan und  Brougham angewendet. Verbreitet war sie in den Jahren von etwa 1915 bis 1925, vor allem von Luxusherstellern wie Packard oder Pierce-Arrow.

## Der „Schwiegermuttersitz“

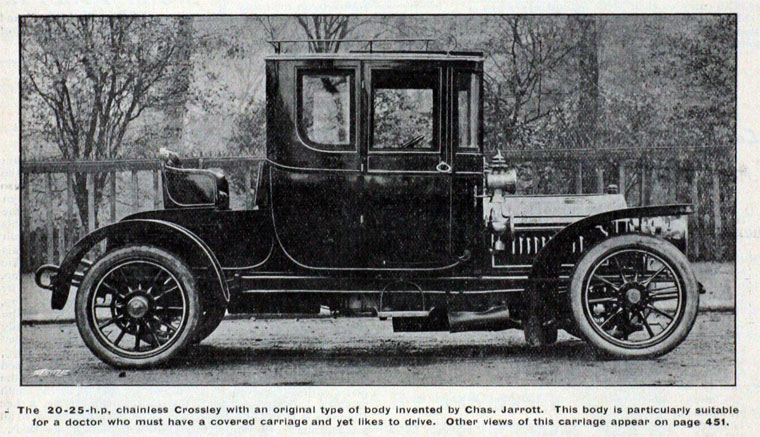
Sehr früher Klappsitz an einem Crossley 20 HP von 1906. Der Entwurf geht auf den Rennfahrer Charles Jarrott zurück.

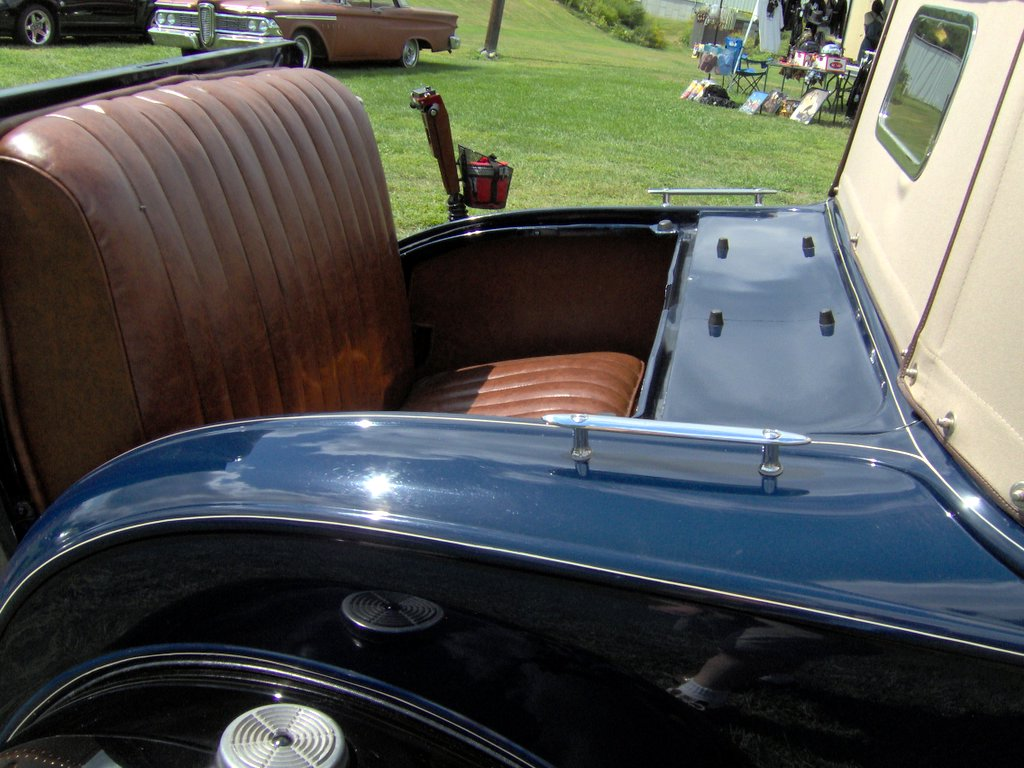
Geöffneter Notsitz in einem Ford Modell A Roadster von 1931. Die Haltegriffe und die runde Trittplatte zum Einsteigen sind gut zu erkennen.

Meist bezeichnet der ironische Begriff „Schwiegermuttersitz“ einen aus dem Heck herausklappbaren, nicht überdachten und dünn gepolsterten provisorischen Sitzplatz beziehungsweise eine Sitzbank für ein bis zwei Personen, wie sie für einige Roadster und Coupés aus den 1920er- und 1930er-Jahren charakteristisch war. Oft bildet der geöffnete, an der Innenseite gepolsterte Klappdeckel die Rückenlehne. Luxuriösere Versionen hatten Seitenlehnen, die beim Schließen der Klappe eingezogen wurden. Der Zugang erfolgte über das Trittbrett, wobei eine bis zwei Trittstufen am hinteren Kotflügel den Einstieg erleichterten und den Lack vor dem Schuhwerk schützten. Es gab sogar Versionen mit einer separaten Tür (z. B. Rolls-Royce Phantom II Henley Roadster von Brewster) und andere hatten eine zusätzliche, ausklappbare Windschutzscheibe für die Fondpassagiere wie z. B. der Triumph Roadster. Hier bildeten die Scheibe und die Rückenlehne in geschlossenem Zustand jeweils einen Teil der Abdeckung über dem Sitz.
In Großbritannien wird dieser Sitz Dickey seat genannt, in den USA Rumble seat. Hier hatte praktisch jeder Hersteller in den frühen 1930er-Jahren einen Roadster, ein Convertible Coupé (nicht umklappbarer Frontscheibenrahmen, fest montiertes, stabileres Verdeck und Kurbelfenster) oder ein Coupé mit dieser Konfiguration im Angebot, manchmal als Bestandteil einer gehobeneren Variante wie etwa dem Ford Modell A Deluxe. In der Standardversion war der Notsitz aufpreispflichtig.
Als Autos schneller und stromlinienförmiger wurden, verschwanden die Notsitze, weil sie für die Passagiere zu unbequem wurden. Auch war die Unfallgefahr für die praktisch außerhalb des Autos Sitzenden sehr groß.